# Sergestes brevispinatus
Sergestes brevispinatus är en kräftdjursart som beskrevs av Judkins 1978. Sergestes brevispinatus ingår i släktet Sergestes och familjen Sergestidae. Inga underarter finns listade i Catalogue of Life.